# تپه شماره یک مورآباد
تپه شماره یک مورآباد مربوط به دوران‌های تاریخی پس از اسلام است و در استان قزوین، شهرستان آبیک، بخش بشاریات، روستای مورآباد واقع شده و این اثر در تاریخ ۱۹ اسفند ۱۳۸۰ با شمارهٔ ثبت ۴۹۷۲ به‌عنوان یکی از آثار ملی ایران به ثبت رسیده است.